# Cryptocephalus mayeti
Cryptocephalus mayeti es una especie de insecto coleóptero de la familia Chrysomelidae.
Fue descrita científicamente en 1878 por Marseul.